# Республиканский референдум в Греции (1973)
Конституционный референдум о провозглашении республики в Греции состоялся 29 июля 1973 года. Внесенные военной хунтой поправки от 1 июня подтвердили отмену монархии и установление республики. Предложение об упразднении монархии поддержало 78,6 % избирателей (при явке 75,0 %). Это положило начало первому периоду Метаполитефси.

## Предпосылки
Военная хунта правила Грецией с тех пор, как группа офицеров под руководством полковника Георгиоса Пападопулоса устроила переворот 21 апреля 1967 года. Король Константин II неохотно поддержал переворот, но с помощью верных ему армейских частей начал готовиться к контр-перевороту. Этот контрпереворот был начат 13 декабря 1967 года и потерпел неудачу, из-за чего король был вынужден вместе с королевской семьей бежать в Италию. Греция оставалась королевством, а функции короля выполнял назначенный хунтой регент без санкции короля; этот пост до 1972 года занимал генерал Георгиос Дзойтакис, а затем его занял сам Пападопулос, который также занимал должность премьер-министра и несколько министерских постов.
Однако, в мае 1973 года властями было обнаружено и подавлено «восстание» частей военно-морского флота, в основном офицеров-роялистов. Эсминец «Велос» командованием капитана Николаоса Паппаса вместе с 31 офицерами и командой высадились на берег Италии и попросили политического убежища, что вызвало интерес во всем мире. Неудавшееся восстание военно-морского флота продемонстрировало, что даже после шести лет «нормальной жизни» хунты оппозиция режиму не угасла и существовала даже среди значительных частей вооруженных сил. Данный инцидент получил широкую огласку и показал шаткость диктатуры.
Офицеры безопасности начали массовые аресты роялистов и увольнение в отставку старших офицеров вооруженных сил, которые считались лояльными к монархии.
Пападопулос, пытаясь укрепить свою власть, свергнул короля Константина II. 1 июня был провозглашен Учредительный акт, объявивший Грецию президентской республикой с Пападопулосом в качестве президента. Акт должен был быть подтвержден референдумом, который состоялся 29 июля 1973 года. Несуществующие политические партии и их лидеры в знак оппозиции режиму сказали «нет», но голосование жестко контролировалось хунтой, и результаты были предсказуемо благоприятными для режима.

## Результаты
| Выбор                                        | Голоса    | %    |
| -------------------------------------------- | --------- | ---- |
| За                                           | 3,843,318 | 78.6 |
| Против                                       | 1,048,308 | 21.4 |
| Недействительных/пустых бюллетеней           | 64,293    | 1.3  |
| Всего                                        | 4,955,919 | 100  |
| Источник: Dieter Nohlen, Philip Stöver, 2010 |           |      |

## Последствия
Полковник Пападопулос пообещал населению вернуться к демократическому и парламентскому правлению, основанному на положениях новой Конституции и назначил выборы на 10 февраля 1974 года. 8 октября 1973 года новым премьер-министром стал Спирос Маркезинис.
Его попытка контролируемой демократизации провалилась после восстания в Афинском политехническом университете в ноябре 1973 года и последовавший за этим переворот сторонников жесткой линии при Димитриосе Иоаннидисе. Формы республики сохранялись до окончательного краха хунты в июле 1974 года, а 8 декабря 1974 года был проведен еще один референдум, на котором греческий народ подтвердил отмену монархии и создание нынешней Третьей Греческой республики.